# Mudgal

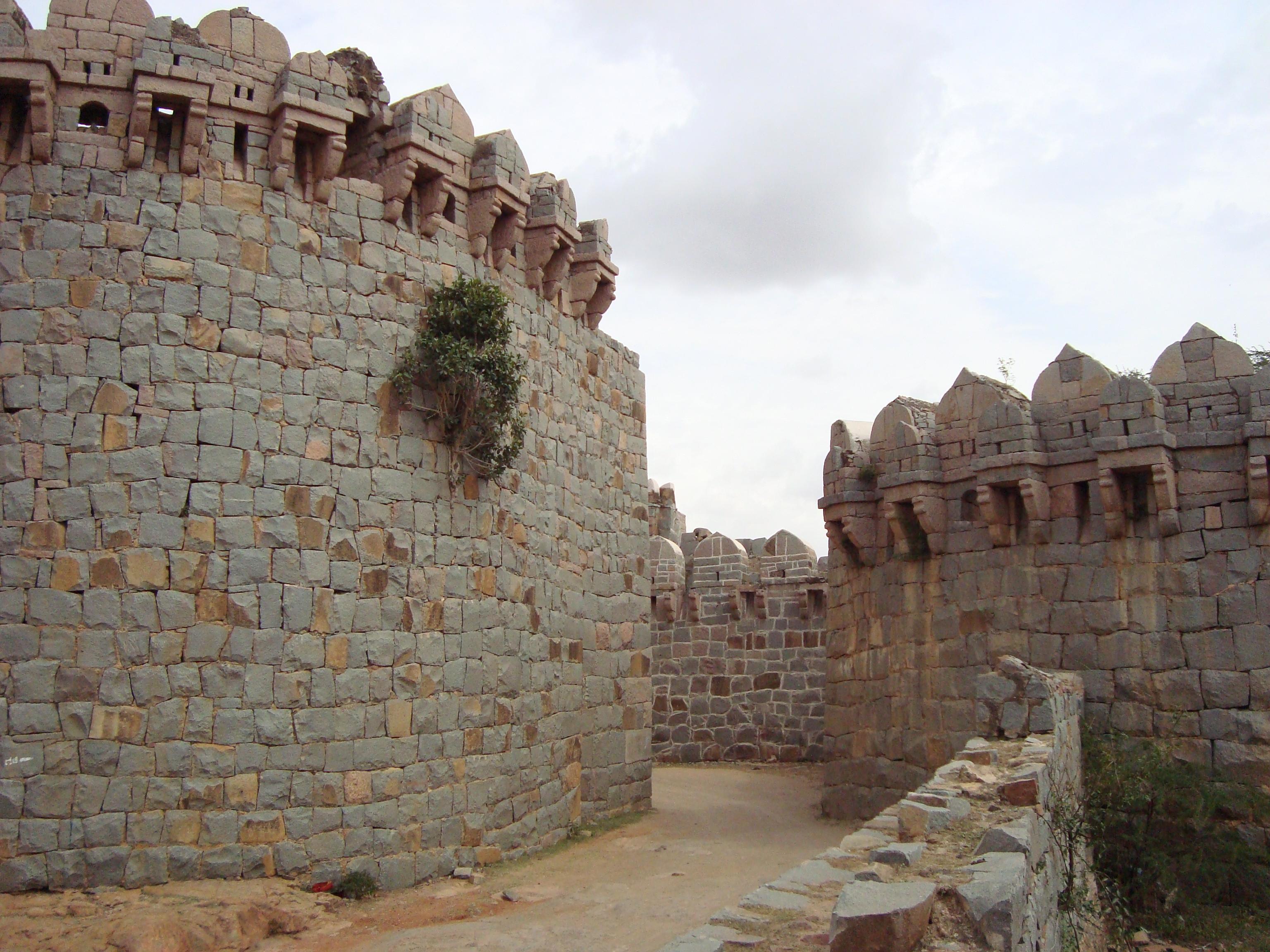

Mudgal é uma panchayat (vila) no distrito de Raichur, no estado indiano de Karnataka.

## Geografia
Mudgal está localizada a 16° 01′ N, 76° 26′ L. Tem uma altitude média de 549 metros (1801 pés).

## Demografia
Segundo o censo de 2001, Mudgal tinha uma população de 19 117 habitantes. Os indivíduos do sexo masculino constituem 51% da população e os do sexo feminino 49%. Mudgal tem uma taxa de literacia de 52%, inferior à média nacional de 59,5%: a literacia no sexo masculino é de 62% e no sexo feminino é de 41%. Em Mudgal, 16% da população está abaixo dos 6 anos de idade.